# Mergulho de Combate
O Mergulho de Combate (MeC) constitui uma modalidade de guerra não convencional, cujas origens se confundem com a gênese da guerra. Empregado em inúmeros conflitos travados no decorrer dos diferentes períodos históricos, o MeC teve um grande impulso em várias campanhas travadas por ocasião da Segunda Guerra Mundial, evoluindo substancialmente em termos metodológicos e tecnológicos desde então. Os mergulhadores de combate são especialistas em demolição submarina, reconhecimento,  sabotagem e contraterrorismo, além de atuarem na retomada de embarcações. Sendo o MeC extremamente importante em operações especiais e de Guerra Naval. 

## Brasil
No Brasil, a atividade se iniciou na década de 60, quando dois oficiais e dois praças lograram êxito no curso de Underwater Demolition Teams – UDT (hoje denominado Basic Underwater Demolition – Sea, Air and Land – BUD/SEAL), nos EUA. Como fruto da experiência desses pioneiros, foi criada em 1970 a Divisão de Mergulhadores de Combate na Base Almirante Castro e Silva. Dois anos depois, mais dois oficiais e três praças foram enviados à França, onde se qualificaram como Nageurs de Combat (1972). Mesclando as técnicas do curso francês, que privilegiava as operações de mergulho, com as técnicas do curso norte-americano, que dava grande ênfase às operações terrestres, e adaptando-as às necessidades da Marinha, foi ministrado em 1974 o primeiro Curso Especial de Mergulhador de Combate no Brasil, pela então Escola de Submarinos, hoje CIAMA (Centro de Instrução e Adestramento Almirante Áttila Monteiro Aché).
Atualmente, a principal unidade brasileira de operacões especiais que emprega a modalidade de Mergulho de Combate é o Grupamento de Mergulhadores de Combate da Marinha do Brasil.

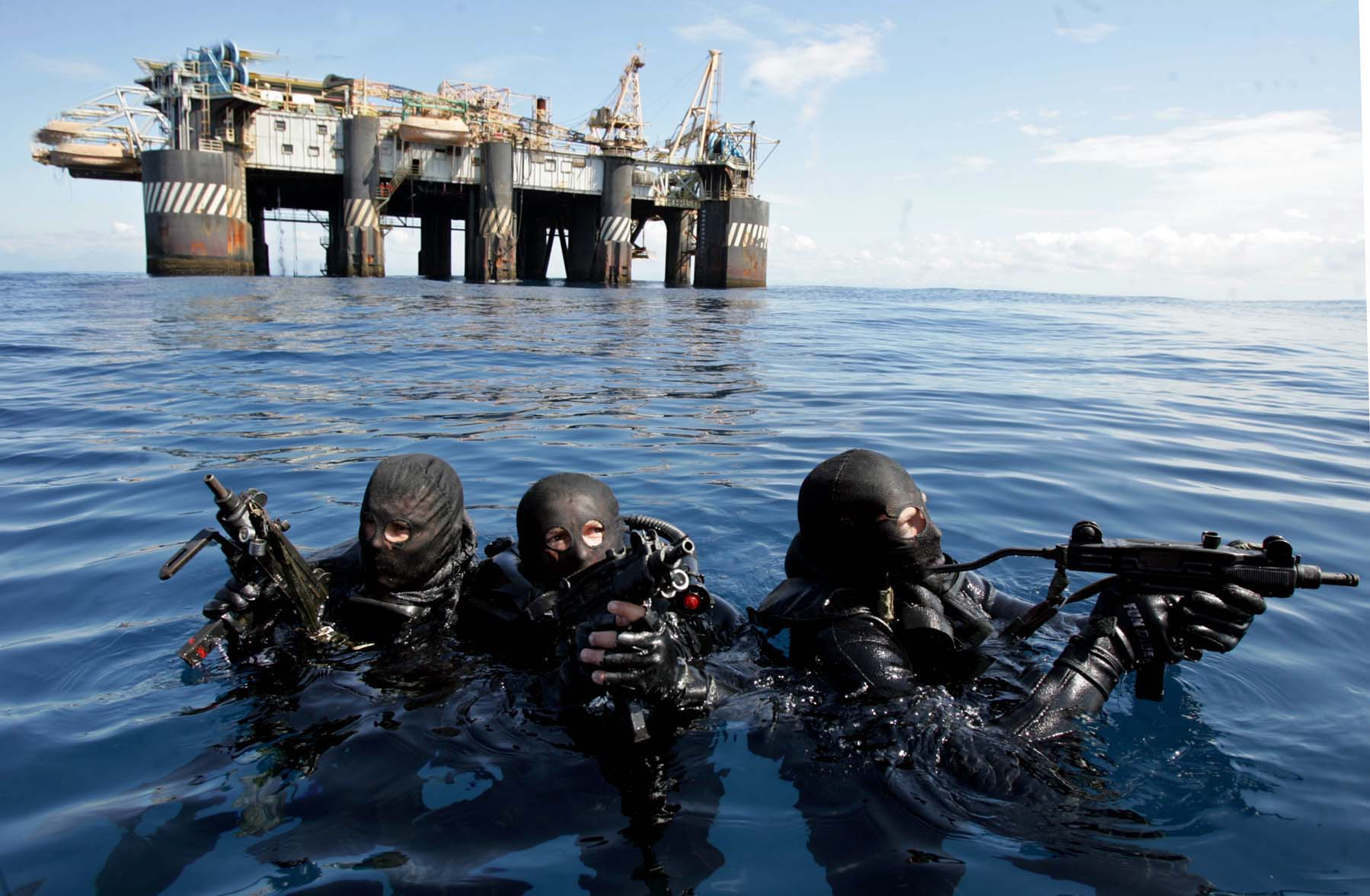
Grupamento de Mergulhadores de Combate da Marinha do Brasil, a unidade de mergulho de combate brasileira.

Para tornar-se especialista em Mergulho de Combate no âmbito da MB, é necessário ser um militar de carreira do Corpo da Armada. Caso seja Praça, deve-se candidatar ao Curso Especial de Mergulhadores de Combate (C Esp MeC), possuindo a patente mínima de Cabo aprovado para a prova de Sargento. Caso seja Oficial, deve pertencer ao Quadro Complementar do Corpo da Armada (QC-CA) ou do Quadro de Oficias da Armada, e realizar o Curso de Aperfeiçoamento de Mergulhadores de Combate para Oficiais (CAMeCO). Se o Oficial for 2° Tenente egresso da Escola Naval, deverá escolher o CAMeCO como Curso de Aperfeiçoamento após a Viagem de Ouro.
O Comando de Operações Especiais do Exército Brasileiro também possui mergulhadores de combate compondo suas fileiras, através do Estágio de Mergulho a Oxigênio para Operações Especiais (EMOX), conhecido como Estágio de Mergulho de Combate, ministrado pelo Centro de Instrução de Operações Especiais.
O Batalhão de Operações Especiais de Fuzileiros Navais mantém mergulhadores autônomos de reconhecimento anfíbio, e o Esquadrão Aeroterrestre de Salvamento da Força Aérea Brasileira forma mergulhadores de resgate.

## Portugal
Em Portugal, a unidade responsável pelas operacões especiais de Mergulho de Combate (MeC) é o Destacamento de Ações Especiais da Marinha Portuguesa, onde se especializam após a conclusão do Curso de Operações Especiais da Marinha (COEMAR), que forma os oficiais e sargentos do Corpo de Fuzileiros para integrarem o DAE.